# Manolo Reina
Manuel Reina Rodríguez dit Manolo Reina, est un footballeur espagnol, né le 1er avril 1985 à Villanueva del Trabuco en Espagne. Il évolue actuellement à Málaga CF au poste de gardien de but.